# Khaled Boucheta
Ne doit pas être confondu avec Tommaso Buscetta.
Khaled Boucheta ou Khalid Boucheta est un footballeur algérien né le 1er janvier 1981 à Béjaïa. Il évoluait au poste de défenseur central.

## Palmarès
- Vainqueur de la coupe d'Algérie en 2008 avec la JSM Béjaïa.
- Finaliste de la Coupe nord-africaine des vainqueurs de coupe en 2008 avec la JSM Béjaïa.